# Nombre tetraèdric

Un tetràdre amb 35 esferes. Cada nivell representa un dels 5 primers nombres triangulars.

Un nombre tetraèdric, o nombre piramidal triangular, és un nombre figurat qui pot ésser representat per una piràmide amb una base de tres costats, és a dir, un tetràedre. Per a tot enter no negatiu n, el nombre tetraèdric de rang n és la suma dels n primers nombres triangulars.
Es demostra que el nombre tetraèdric de rang n és igual a: 
{\displaystyle Te_{n}=\sum _{k=1}^{n}T_{k}=\sum _{k=1}^{n}{\frac {k(k+1)}{2}}=\sum _{k=1}^{n}\left(\sum _{i=1}^{k}i\right)={\frac {n(n+1)(n+2)}{6}}},
és a dir {\displaystyle {n+2 \choose 3}}, on {\displaystyle {i \choose j}} és el símbol del coeficient binomial.
Els nombres tetraèdrics són a la quarta diagonal del triangle de Pascal.
Els primers nombres tetraèdrics són :
1, 4, 10, 20, 35, 56, 84, 120, 165, 220, 286, 364...
Els nombres tetraèdrics poden ésser representats dins l'espai ordinari de dimensió tres. Per exemple, el nombre 35 es pot representar mitjançant un assemblatge de 35 boles de billar. El triangle (armadura triangular estàndard del joc del billar) conté 15 bolles. Llavors deu bolles suplementàries s'hi empilen a damunt, sis més a damunt aquestes, encara tres boles més a sobre i finalment una darrera bola a dalt de tot completen el tetràedre.
La paritat dels nombres tetraèdrics segueix el model imparell-parell-parell-parell.
Els nombres que són triangulars i alhora tetraèdrics són 1, 10, 120, 1540, 7140.
El 1878, A. J. Meyl demostrà que hi ha tot just tres nombres tetraèdrics que són igualment quadrats: 1, 4 i 19600.
Així mateix, l'únic nombre tetraèdric que és alhora un nombre piramidal quadrat és l'1.